# Urasar
Urasar (en arménien Ուրասար ; anciennement Kuybishev) est une communauté rurale du marz de Lorri en Arménie. En 2008, elle compte 388 habitants.